# Ana Simonović
Anna Simonovic (transliteración del idioma serbio Ана Симоновић) (Belgrado, 26 de diciembre de 1969) es una política, bióloga y científica serbia, exsecretaria del Partido Radical Serbio. 

## Biografía
Anna (de soltera. Латковић) nació en 1969, en Belgrado. Su enseñanza primaria y media la hizo en Belgrado. Estudió matemática en la Facultad de Ciencias Exactas de la Universidad de Belgrado, uniéndose en 1989/90, al grupo de estudio de biología molecular. Se graduó en 1995. en promedio 9.4/10 con la tesis "Impacto de receptor de electrones en la germinación de las semillas del árbol Paulowna tomentosa". Y la maestría en 1998, en fisiología vegetal, con una media de 10/10 y su tesis "Interacciones de giberelinas y fusicoccinas en la estimulación de germinación de semillas de Lactuca sativa L." a finales de 2000. Se doctora por la Universidad Estatal de Dakota del Norte, en el programa de biología molecular, con una beca presidencial postdoctoral, y en 2006, con una media de 3,93/4 sobre el tema "Influencia de las bajas temperaturas y la luz en isoformas glutamina sintetasa en plántulas de maíz."
En 1995, es investigadora pasante en el Departamento de fisiología vegetal del Instituto de investigaciones biológicas "Sinisa Stankovic" (ИБИСС). En 2000 obtiene el título de investigador oficial. Desde mayo de 2008, es seleccionada en el puesto de investigadora en el IBISS. Trabajó en la línea de base y proyectos del Ministerio de Educación y Ciencia de Serbia, y en el proyecto FP7 -{"Terpmed"}-. Se ocupa de la fisiología, biotecnología, y bioinformática vegetal. Ha publicado decenas de trabajos científicos en revistas extranjeras y nacionales, así como el libro Biotecnología y genética de la ingeniería vegetal. Desde 2008 a 2011 fue directora de la División de Fisiología Vegetal IBISS.
Enseña en la Escuela de postgrado de Diversidad biológica y química de la Facultad de la Universidad de Belgrado, en las asignaturas "Métodos Modernos de biotecnología vegetal" y "Bioquímica y fisiología vegetal".

## Participación en el SRS
Es miembro, desde el movimiento de diciembre de 1990, del Partido radical serbio desde su fundación. De 1991 a 1994 fue responsable de los Asuntos Exteriores en funciones de secretaria de la sg Palilula, secretaria general de la gestión de la crisis de estado mayor SRS y secretaria general del estado mayor SRS.
A partir de mayo de 2012 es miembro de la Comisión de defensa de la Vojislav Šešelj y miembro de la Central de отаџбинске de la administración. En funciones de secretaria general del partido radical serbio seleccionada en la sesión de la central, celebrada el 26. desde mayo de 2012.